# 로베르토 몬손
로베르토 몬손 곤살레스(스페인어: Roberto Monzón González, 1978년 3월 30일~)는 쿠바의 레슬링 선수, 지도자이다. 2004년 하계 올림픽 남자 레슬링 그레코로만형 페더급 종목에서 은메달을 획득했으며 세계 선수권 대회에서 메달 3개를 획득했다.